# Saint-Laurent-la-Vernède
Saint-Laurent-la-Vernède – miejscowość i gmina we Francji, w regionie Oksytania, w departamencie Gard.
Według danych na rok 1990 gminę zamieszkiwało 535 osób, a gęstość zaludnienia wynosiła 45 osób/km² (wśród 1545 gmin Langwedocji-Roussillon Saint-Laurent-la-Vernède plasuje się na 500. miejscu pod względem liczby ludności, natomiast pod względem powierzchni na miejscu 654.).